# Edipo a Colono
Edipo a Colono (in greco antico: Oἰδίπoυς ἐπὶ Κολωνῷ?, Oidìpus epì Kolōnō) è una tragedia scritta da Sofocle e rappresentata postuma nel 401 a.C. L'opera viene a volte indicata anche come Edipo coloneo o Edipo secondo, in quanto costituisce la prosecuzione della vicenda raccontata dallo stesso Sofocle nell'Edipo re. La storia collettiva della famiglia di Edipo viene chiamata saga dei Labdacidi.

## Trama
Edipo, ormai mendico e cieco, nel suo vagabondare insieme alla figlia Antigone, arriva a Colono, un sobborgo nei pressi di Atene, in obbedienza ad un'antica profezia che diceva che lì sarebbero terminati i suoi giorni. Gli abitanti del luogo, conosciuta la sua identità, vorrebbero allontanarlo, ma il re di Atene, Teseo, gli accorda ospitalità e protezione. A questo punto Edipo rivela a Teseo che quando i Tebani diverranno nemici degli Ateniesi la sua tomba preserverà i confini dell'Attica.
L'altra figlia, Ismene, li raggiunge portando la notizia dello scontro fra i fratelli Eteocle e Polinice, anch'essi figli di Edipo. Secondo un oracolo avrebbe ottenuto la vittoria quello dei fratelli che fosse riuscito ad assicurarsi l'appoggio paterno. Arriva anche Creonte, re di Tebe, per convincere Edipo a tornare in patria ma, visto il rifiuto di quest'ultimo, Creonte prende in ostaggio le figlie, che vengono però messe in salvo da Teseo. Giunge poi Polinice nel tentativo di ingraziarsi le simpatie del padre, ma, dopo un litigio nel quale maledice lui e il fratello Eteocle (i due moriranno l'uno per mano dell'altro, come viene raccontato nei Sette contro Tebe di Eschilo), viene scacciato da Edipo. Infine si manifestano una serie di prodigi divini che fanno capire ad Edipo che la sua fine è vicina.
Egli viene accompagnato da Teseo in un boschetto sacro alle Eumenidi e lì sparisce per volontà degli dei, dopo aver predetto al re di Atene lunga prosperità per la sua città. Antigone e Ismene vorrebbero correre a vedere il luogo in cui il loro padre ora riposa ma Teseo le ferma: a nessuno è lecito accostarsi a quel luogo. Le due sorelle si preparano allora a fare rientro a Tebe.

## Commento

### La riabilitazione di Edipo
Giunge a conclusione la vicenda umana di Edipo, un re che aveva conosciuto grandi glorie e ancor più grandi sventure. Aveva ottenuto il trono grazie ad un'impresa mai riuscita ad altre persone: aveva risposto correttamente all'enigma posto dalla Sfinge. Edipo era dunque un re carismatico, illuminato e rispettato, ma senza sua colpa perse tutto quanto aveva ottenuto, perché si seppe che, sia pure senza saperlo, aveva ucciso il proprio padre Laio, per poi procreare figli con Giocasta, la propria madre. Edipo diventò dunque in breve tempo un mendicante in esilio, cieco e disprezzato da tutti. Con l'Edipo a Colono quel cieco, che aveva subito le peggiori sventure senza averne colpa, viene alla fine riabilitato, poiché la sua sparizione nel boschetto di Colono significa in primis la sua trasformazione in un prescelto, un eroe protettore della città.

### Una riflessione sull'esistenza
Sofocle, che era nativo proprio di Colono, scrisse questa tragedia quando aveva novant'anni, pochi mesi prima di morire. Non può essere quindi un caso che l'autore ormai anziano abbia scelto di trattare proprio il tema della morte di Edipo, intrecciando quindi il mito con aspetti chiaramente autobiografici. Un esempio è il primo stasimo dell'opera, un commosso inno alle bellezze di Colono, alle sue piante, ai suoi cavalli e al mare, che nasconde probabilmente il nostalgico ricordo della giovinezza dell'autore nel suo paese natale. Verso la fine dell'opera, poi, quando Edipo è prossimo a recarsi nel boschetto dove incontrerà il suo destino, il coro si lancia in una riflessione sulla morte che indubbiamente riflette le convinzioni degli antichi greci sul punto, nonché, forse, dello stesso autore. La vita umana è un mistero, pieno di sofferenze ed apparentemente insensato, su cui infine si distende la morte come una forma di liberazione.
(Sofocle, Edipo a Colono, vv.  1224-1237)

### Poemi epici
- Edipodia, poema epico perduto attribuito a Cinetone di Sparta

### Altre tragedie della stessa saga
- Edipo re di Sofocle
- Sette contro Tebe di Eschilo
- Le Fenicie di Euripide
- Antigone di Sofocle
- Le Baccanti di Euripide
- Edipo di Lucio Anneo Seneca
- La Tebaide o i fratelli nemici di Jean Racine

### Musiche di scena
- Edipo a Colono di Frank Martin (parte di una trilogia composta per le opere di Sofocle)
- Edipo a Colono di Felix Mendelssohn Bartholdy
- Edipo a Colono di Joseph Guy Ropartz
- Edipo a Colono di Gioachino Rossini

### Opere musicali
- Kolonos - di Flor Alpaerts
- Edipo a Colono - Melodramma di Antonio Maria Gaspare Sacchini, libretto di Nicolas-Françoise Guillard
- Edipo a Colono - Opera lirica di Nicola Antonio Zingarelli